# Lee Radziwill

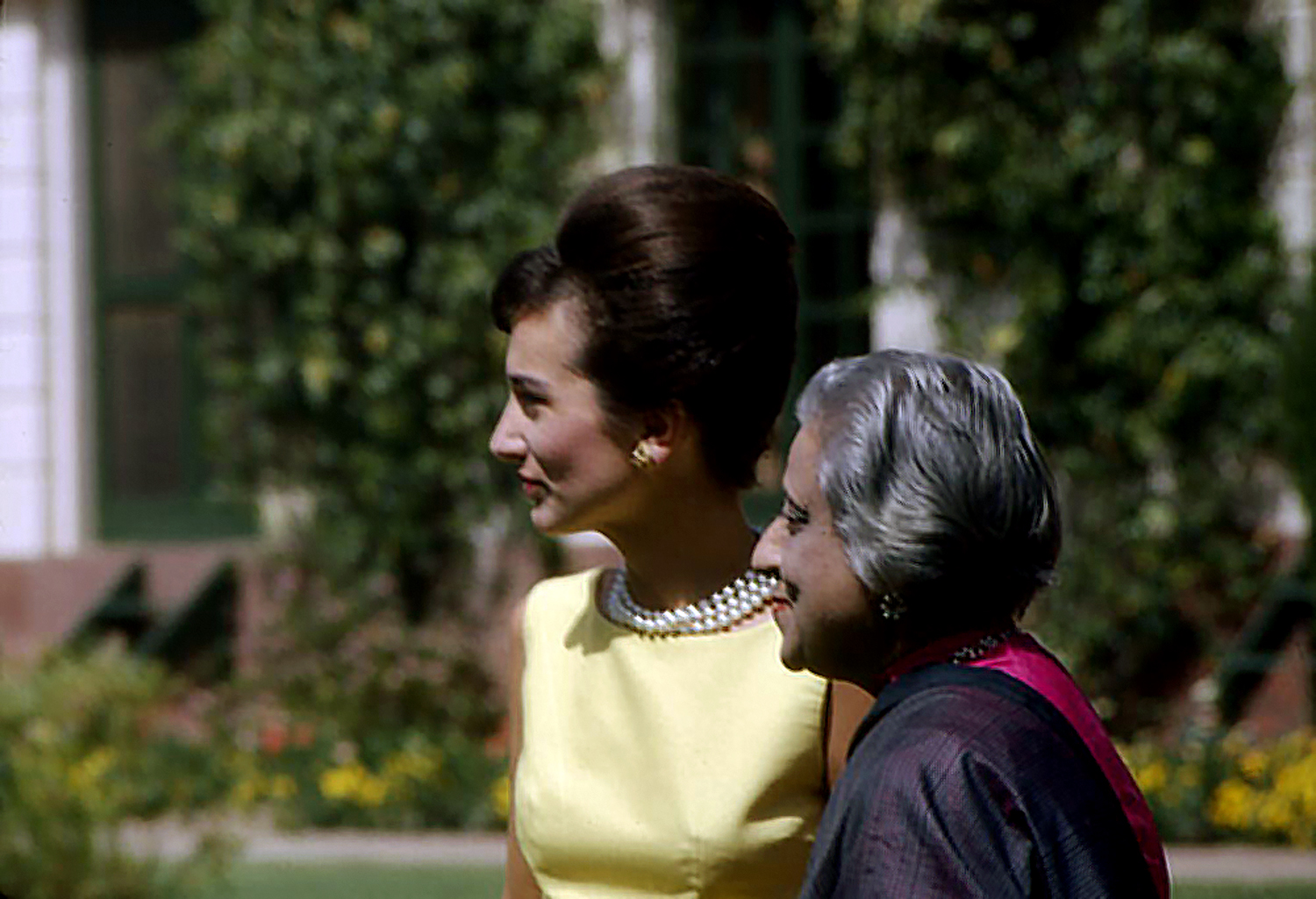
Lee Radziwill (links) in India

Caroline Lee Radziwiłł (geboren: Caroline Lee Bouvier, Southampton (New York), 3 maart 1933 – New York, 15 februari 2019), meer bekend als Lee Radziwill, was een Amerikaanse socialite.

## Privéleven
De ouders van Caroline Lee Bouvier waren Janet Norton Lee en John Vernou "Blackjack" Bouvier III. Ze was de jongere zus van Jacqueline Kennedy Onassis. In 1953 trouwde ze met Michael Canfield, in datzelfde jaar waren ze getuigen bij het huwelijk van haar zus met John F. Kennedy. Haar nicht, Caroline Kennedy is naar haar vernoemd.
De Canfields verhuisden naar Engeland en ze scheidden in 1959. In 1959 trouwde Caroline met zakenman en Poolse prins Stanisław Albrecht Radziwiłł (lid van de adellijke familie Radziwiłł). Hun zoon Anthony werd in augustus van datzelfde jaar geboren. In 1960 kregen ze een dochter met de naam Anna Cristina. Dit huwelijk was uiteindelijk niet succesvol en ze scheidden in 1974.
Op 23 september 1988 werd ze de tweede vrouw van de Amerikaanse regisseur en choreograaf Herbert Ross. Ze scheidden in 2001, kort voor zijn dood. Zij overleed op 85-jarige leeftijd in New York.

## Carrière
In de jaren zestig streefde Lee Radziwill een carrière na in theater en bioscoop. In 1967 speelde ze in het theaterstuk The Philadelphia Story en kreeg slechte recensies voor haar rol. Een jaar later verscheen ze in een televisie-aanpassing van de Hollywood-film Laura, die ook slecht werd ontvangen. Ze werd regelmatig uitgenodigd op het Witte Huis toen haar zus first lady van de Verenigde Staten was. Ze begeleidde haar zus in maart 1962 bij een officieel bezoek aan India en Pakistan.
In de jaren zeventig kreeg Lee Radziwill publiciteit vanwege haar persoonlijke stijl. Haar twee Engelse woningen, een herenhuis in Londen en een landhuis genaamd Turville Grange in Turville dat ze deelde met haar tweede echtgenoot, werden ingericht door de Italiaanse decorontwerper Renzo Mongiardino. Zelf werkte ze korte tijd als een binnenhuisarchitect, in een stijl die sterk was beïnvloed door Mongiardino. Ook werd ze vaak gezien in gezelschap van andere beroemdheden; tijdens de Amerikaanse tournee van The Rolling Stones in 1972 was ze in het gezelschap van Truman Capote.
In 2008 werd zij door de Franse regering benoemd in de graad van Ridder in het Legioen van Eer voor haar inzet voor liefdadigheidsinstellingen.